# Gabriel Magnien
Pour les articles homonymes, voir Magnien (homonymie).
Gabriel Adolphe Magnien, né le 5 janvier 1836 à Chalon-sur-Saône et mort le 8 septembre 1914 à Plottes, est un homme politique français, député de Saône-et-Loire.

## Biographie
Avocat, puis avoué à Autun, il est maire de la ville de 1876 à 1879 et conseiller général à partir de 1878. Il est député de Saône-et-Loire de 1885 à 1898, siégeant à la gauche radicale. Il s'occupe d'organisation judiciaire, et préside la commission spéciale sur la loi de réorganisation du Conseil d'État. Sénateur de 1898 à 1914, il siège à la Gauche démocratique, et s'investit dans la commission des pétitions, qu'il préside à partir de 1900.
Il est membre des loges maçonniques « Les Arts réunis » et « Cosmos n°288 » de la Grande Loge de France dont il est le grand-maître de 1895 à 1898.

### Sources
- « Gabriel Magnien », dans Adolphe Robert et Gaston Cougny, Dictionnaire des parlementaires français, Edgar Bourloton, 1889-1891 [détail de l’édition]
- « Gabriel Magnien », dans le Dictionnaire des parlementaires français (1889-1940), sous la direction de Jean Jolly, PUF, 1960 [détail de l’édition]